# George Onslow
Andre George Louis Onslow (Clermont-Ferrand, 27 de julio de 1784 - Clermont-Ferrand, 3 de octubre de 1853) fue un compositor francés. Le apodaron el Beethoven francés.

## Vida y estudios

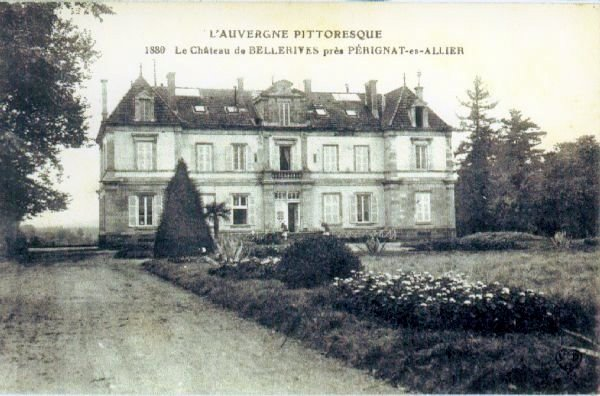
Chateau de Bellerive, Perignat en una postal antigua

Vivió la gran parte de su vida en Francia, siendo el hijo primogénito de Eduard, inglés, y Marie-Rosalie de Bourdeilles, francesa. Cinco años más tarde, su padre compra el Castillo de Chalendrat, donde se instalarían él y su familia.
Primeramente estudió piano con Hullmandel en Londres, y luego con Johann-Ladislav Dussek en Hamburgo. Años más tarde sería alumno de Johann-Baptist Cramer, y después de Anton Reicha, con el que estudiaría composición.
En 1808 se casaría con Charlotte-Françoise-Delphine, y en 1825 conocería al compositor alemán Félix Mendelssohn en París.
Después de la muerte de su padre, Éduard, Onslow debe abandonar el Castillo de Chalendrat a causa de que sus hermanos hicieron un juicio contra él por cuestiones de la herencia. Así, George Onslow haría construir otro castillo, el Castillo de Bellerive, donde el compositor vivió hasta su muerte.

## Obra
- Óperas:

- 1824: L'Alcalde de la Véga.
- 1827: Le Colporteur.
- 1837: Guise ou les Etats de Blois.

- 4 Sinfonías.
- 6 Dúos para piano y violín.
- 36 Cuartetos para cuerda.
- 10 Tríos para piano, violín y violonchelo.
- 34 Quintetos para cuerda.
- 1 Sonata para piano y 2 para cuatro manos.
- 3 Sonatas para violonchelo.
- Variaciones y tocatas.